# Volta Limburg Classic 2017
La 44e édition de la Volta Limburg Classic a eu lieu le 1er avril 2017. Elle fait partie du calendrier UCI Europe Tour 2017 en catégorie 1.1. La course a été remportée par l'Italien Marco Canola (Nippo-Vini Fantini).

## Présentation

### Équipes
| WorldTeams (2)- BMC Racing Team - Lotto NL-Jumbo Équipes continentales professionnelles (8)- CCC Sprandi Polkowice - Wanty-Groupe Gobert - Nippo-Vini Fantini - Sport Vlaanderen-Baloise - Roompot-Nederlandse Loterij - WB-Veranclassic-Aqua Protect - Bardiani CSF - Gazprom-RusVelo Équipes continentales (12)- Delta Cycling Rotterdam - VéloCONCEPT - Coop - Baby-Dump - Pauwels Sauzen-Vastgoedservice - SEG Racing Academy - Metec-TKH-Mantel - Monkey Town Continental - Tarteletto-Isorex - Riwal Platform - Destil-Jo Piels - Lotto-Kern-Haus |
| |

## Classements

### Classement final
La course a été remportée par l'Italien Marco Canola (Nippo-Vini Fantini).
| \| Classement général \| Classement général \| Classement général \| Classement général \| Classement général \| \| Coureur \| Coureur \| Pays \| Équipe \| Temps \| \| ------------------ \| ------------------ \| ------------------ \| ---------------------------- \| ------------------ \| \| 1er \| Marco Canola \| Italie \| Nippo-Vini Fantini \| 4 h 45 min 26 s \| \| 2e \| Xandro Meurisse \| Belgique \| Wanty-Groupe Gobert \| + 0 s \| \| 3e \| Nick van der Lijke \| Pays-Bas \| Roompot-Nederlandse Loterij \| + 4 s \| \| 4e \| Antoine Warnier \| Belgique \| WB-Veranclassic-Aqua Protect \| + 51 s \| \| 5e \| Paul Martens \| Allemagne \| LottoNL-Jumbo \| + 59 s \| \| 6e \| Jeroen Meijers \| Pays-Bas \| Roompot-Nederlandse Loterij \| + 59 s \| \| 7e \| Dimitri Peyskens \| Belgique \| WB-Veranclassic-Aqua Protect \| + 59 s \| \| 8e \| Jérôme Baugnies \| Belgique \| Wanty-Groupe Gobert \| + 59 s \| \| 9e \| Loïc Vliegen \| Belgique \| BMC Racing Team \| + 59 s \| \| 10e \| Rob Ruijgh \| Pays-Bas \| Tarteletto-Isorex \| + 59 s \| |                    |           |                              |                 |
| |                    |           |                              |                 |
| Sources : ProCyclingStats Cycling Quotient Cycling Archives |                    |           |                              |                 |
| Classement général |                    |           |                              |                 |
| Coureur | Coureur            | Pays      | Équipe                       | Temps           |
| 1er | Marco Canola       | Italie    | Nippo-Vini Fantini           | 4 h 45 min 26 s |
| 2e | Xandro Meurisse    | Belgique  | Wanty-Groupe Gobert          | + 0 s           |
| 3e | Nick van der Lijke | Pays-Bas  | Roompot-Nederlandse Loterij  | + 4 s           |
| 4e | Antoine Warnier    | Belgique  | WB-Veranclassic-Aqua Protect | + 51 s          |
| 5e | Paul Martens       | Allemagne | LottoNL-Jumbo                | + 59 s          |
| 6e | Jeroen Meijers     | Pays-Bas  | Roompot-Nederlandse Loterij  | + 59 s          |
| 7e | Dimitri Peyskens   | Belgique  | WB-Veranclassic-Aqua Protect | + 59 s          |
| 8e | Jérôme Baugnies    | Belgique  | Wanty-Groupe Gobert          | + 59 s          |
| 9e | Loïc Vliegen       | Belgique  | BMC Racing Team              | + 59 s          |
| 10e | Rob Ruijgh         | Pays-Bas  | Tarteletto-Isorex            | + 59 s          |